# Алатау (Западно-Казахстанская область)
Алатау (каз. Алатау) — село в Сырымском районе Западно-Казахстанской области Казахстана. Входит в состав Елтайского сельского округа. Код КАТО — 275843200.

## Население
В 1999 году население села составляло 367 человек (193 мужчины и 174 женщины). По данным переписи 2009 года, в селе проживало 225 человек (124 мужчины и 101 женщина).